# ウスベニタチアオイ
ウスベニタチアオイ Althaea officinalis (薄紅立葵、英: Marsh mallow)は、アオイ科の多年草であり、別名ビロードアオイ。ヨーロッパ、西アジアから北アフリカにかけてが原産で、薬用植物としてや観賞用に用いられる。

## 特徴
茎は直立し、秋には枯れる。草丈は約1 m で、最大で2 m に達する。主軸のみか、あっても少しの側枝を出すのみである。葉は短い葉柄をもち、卵状心形で、長さは5 - 7.5 cm。全縁で3 - 5回分裂する分裂葉。不規則に鋸歯が入り、厚い。両面とも密に星状毛が生えており、柔らかく滑らかである。
花はウスベニアオイに似るがより小さく青白っぽい。側芽から出るか、円錐花序となり、後者のほうが多い。

## 利用

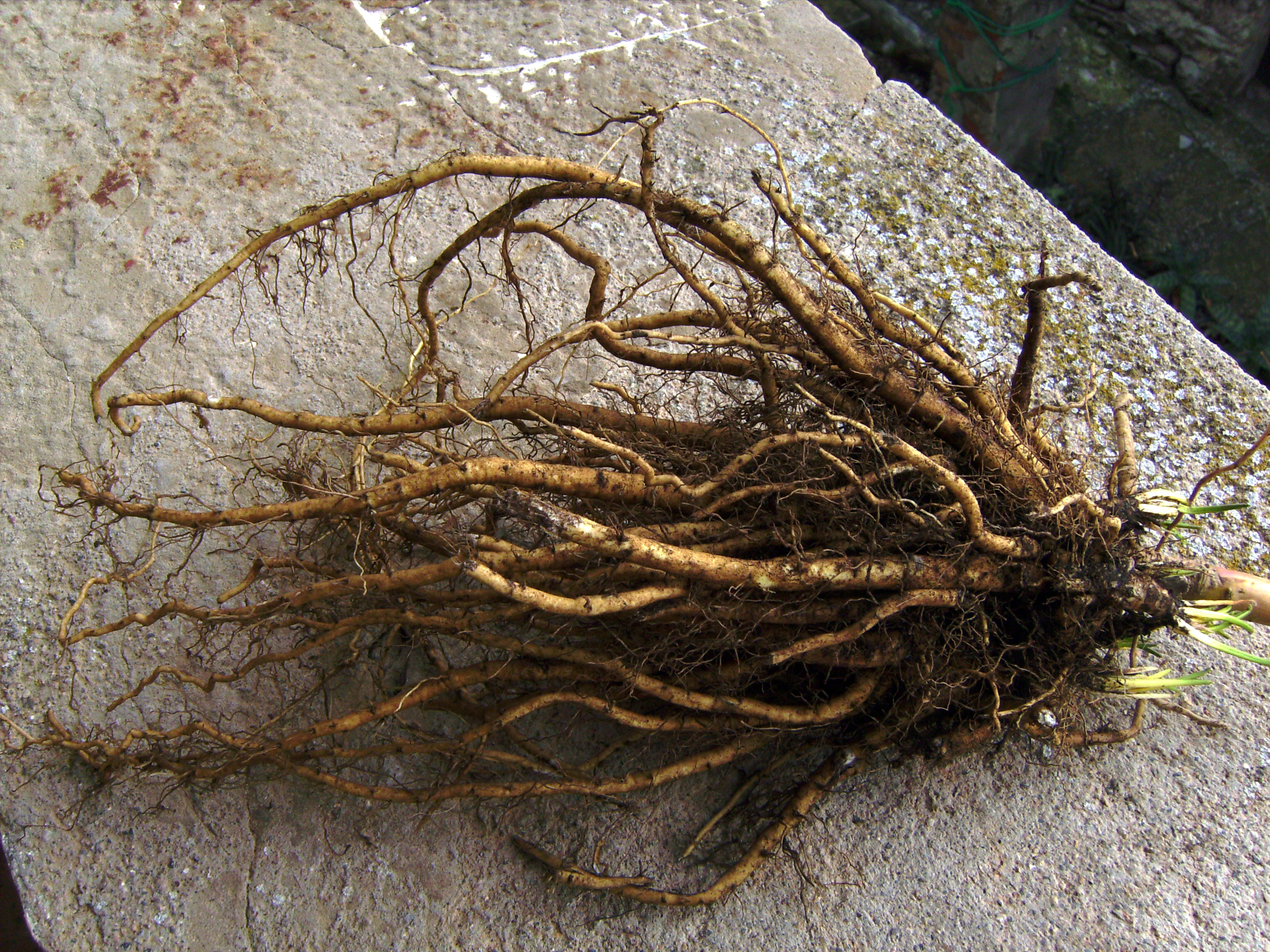
本種の根

お菓子のマシュマロはウスベニタチアオイの根から取れるデンプンを利用して作られていた。現在のマシュマロは普通、卵白やゼラチンや砂糖で作られる。若葉、花はハーブティに利用でき、のどの痛みを緩和するといわれている。

## 栽培
苗は4月～6月、9月～10月頃市場に出回る。
良く日のあたる場所で管理し、栄養豊富な水持ちの良い土に植えるとよい。
夏場は乾燥しやすいので、水切れが起こらないように注意が必要であるが、寒さに強いので冬はさほど手間がかからない。
9月～10月にかけて種が取れる。
株分けは4月～6月、9月～10月に行うことが多い。
花期は一般的には7月～8月である。

## 画像

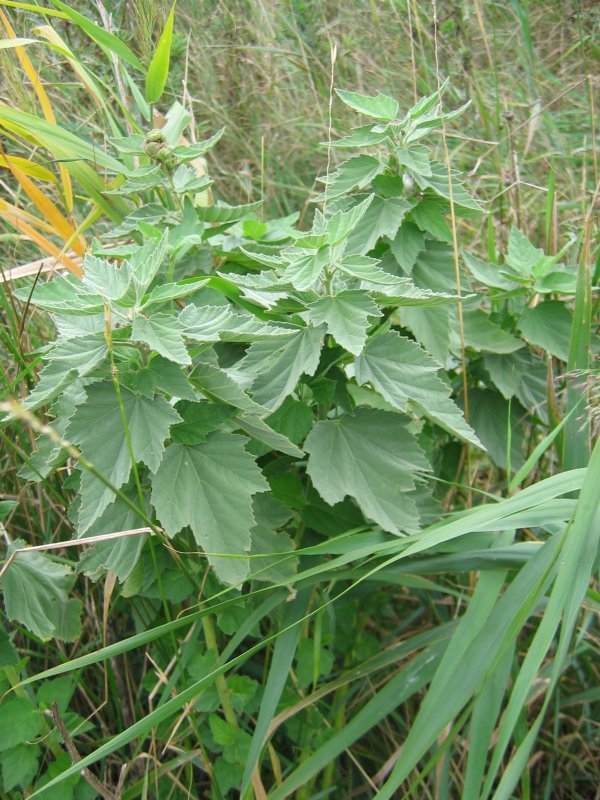
植物体
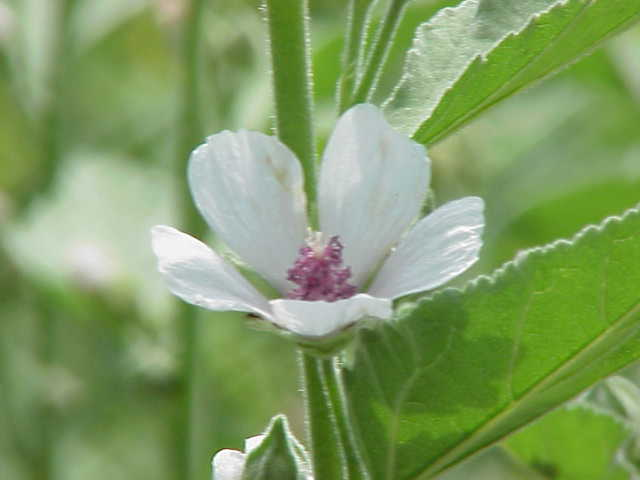
花